# St. Charles (Míchigan)
St. Charles es una villa ubicada en el condado de Saginaw en el estado estadounidense de Míchigan. En el Censo de 2010 tenía una población de 2054 habitantes y una densidad poblacional de 361,96 personas por km².

## Geografía
St. Charles se encuentra ubicada en las coordenadas 43°17′54″N 84°8′52″O / 43.29833, -84.14778. Según la Oficina del Censo de los Estados Unidos, St. Charles tiene una superficie total de 5.67 km², de la cual 5.48 km² corresponden a tierra firme y (3.47%) 0.2 km² es agua.

## Demografía
Según el censo de 2010, había 2054 personas residiendo en St. Charles. La densidad de población era de 361,96 hab./km². De los 2054 habitantes, St. Charles estaba compuesto por el 96.98% blancos, el 0.93% eran afroamericanos, el 0.68% eran amerindios, el 0.1% eran asiáticos, el 0% eran isleños del Pacífico, el 0.24% eran de otras razas y el 1.07% pertenecían a dos o más razas. Del total de la población el 5.21% eran hispanos o latinos de cualquier raza.